# Sylvenstal
Sylvenstal ist ein Wohnplatz Großstadelhofens, einer von sieben Ortschaften der Stadt Pfullendorf im Landkreis Sigmaringen in Baden-Württemberg, Deutschland.

## Geographie

### Geographische Lage
Der Weiler liegt auf der Gemarkung Großstadelhofen am Fuß eines Moränenrückens an der linken Seite des Andelsbachtals, das durch Gletscher der Mindel-Kaltzeit geformt worden ist. Die Mächtigkeit des Gletschers betrug in Sylvenstal wohl rund 80 Meter. In der aufgelassenen Kiesgrube Mauchenwäldle nordwestlich Sylvenstal findet sich Deckenschotter, teils zu Nagelfluhbänken verfestigt, und Gerölle mit einem großen Anteil an Silvrettagneis und Amphibolit.

## Geschichte
Sylvenstal wurde erstmals 1291 als Silventhal urkundlich erwähnt.
Im Spätmittelalter übten sowohl die Stadt Pulldorf als auch die Grafschaft Heiligenberg Niedere Gerichtsbarkeit über den Ort aus. Für das Jahr 1474 ist ein Streit zwischen der Reichsstadt Überlingen und einer Pfullendorfer Bürgerin um die niedere Gerichtsherrschaft zu Sylvenstal bezeugt.
Ein Konrad Gremlich von Krauchenwies verkaufte 1446 den Grafen von Werdenberg-Heiligenberg Groß- und Kleinstadelhofen und die Vogteien über Sylvenstal, Wattenreute und Krähenried, doch konnte seine Witwe 1475 an Anton von Neuneck dieselben Güter verkaufen. 1476 erfolgte der Weiterverkauf an das Spital Pfullendorf. Die Hochgerichtsbarkeit lag bei der Grafschaft Heiligenberg, die Niedergerichtsbarkeit nach 1476 bei der Stadt Pfullendorf.
Der Weiler gehörte wohl stets zu Stadelhofen.

### Einwohner
In Sylvenstal leben aktuell 64 Einwohner (Stand: Mai 2015).

## Religion
Kirchlich gehört Sylvenstal zur römisch-katholischen Pfarrei Pfullendorf-Denkingen.